# Artonus
Artonus sp. z o.o. - spółka z Trzebini produkująca futerały i pokrowce na instrumenty muzyczne z pianki poliuretanowej. Artonus zajmuje się dystrybucją importowanych gitar (amerykańskich i hiszpańskich), a od 2002 prowadzi także produkcję własnych modeli gitar.
Przedsiębiorstwo zostało założone w 1987 roku przez Henryka Korpytę (absolwenta Akademii Muzycznej w Poznaniu), obecną nazwę Artonus nosiło od 1990 r. Było jednym z pierwszych przedsiębiorstw branży muzycznej w Polsce.
W roku 2008 firma zmieniła nazwę na ARTONEX Sp. z o.o. a prezesem został Leszek Serwatkiewicz, nie związany wcześniej z firmą. Firma przeniosła też siedzibę do Żelazna. Henryk Korpyta sprzedał 70% udziałów firmy Grzegorzowi Spyra.
W roku 2013 spółka przestała istnieć i została wykreślona z KRS.